# BASA-Museum

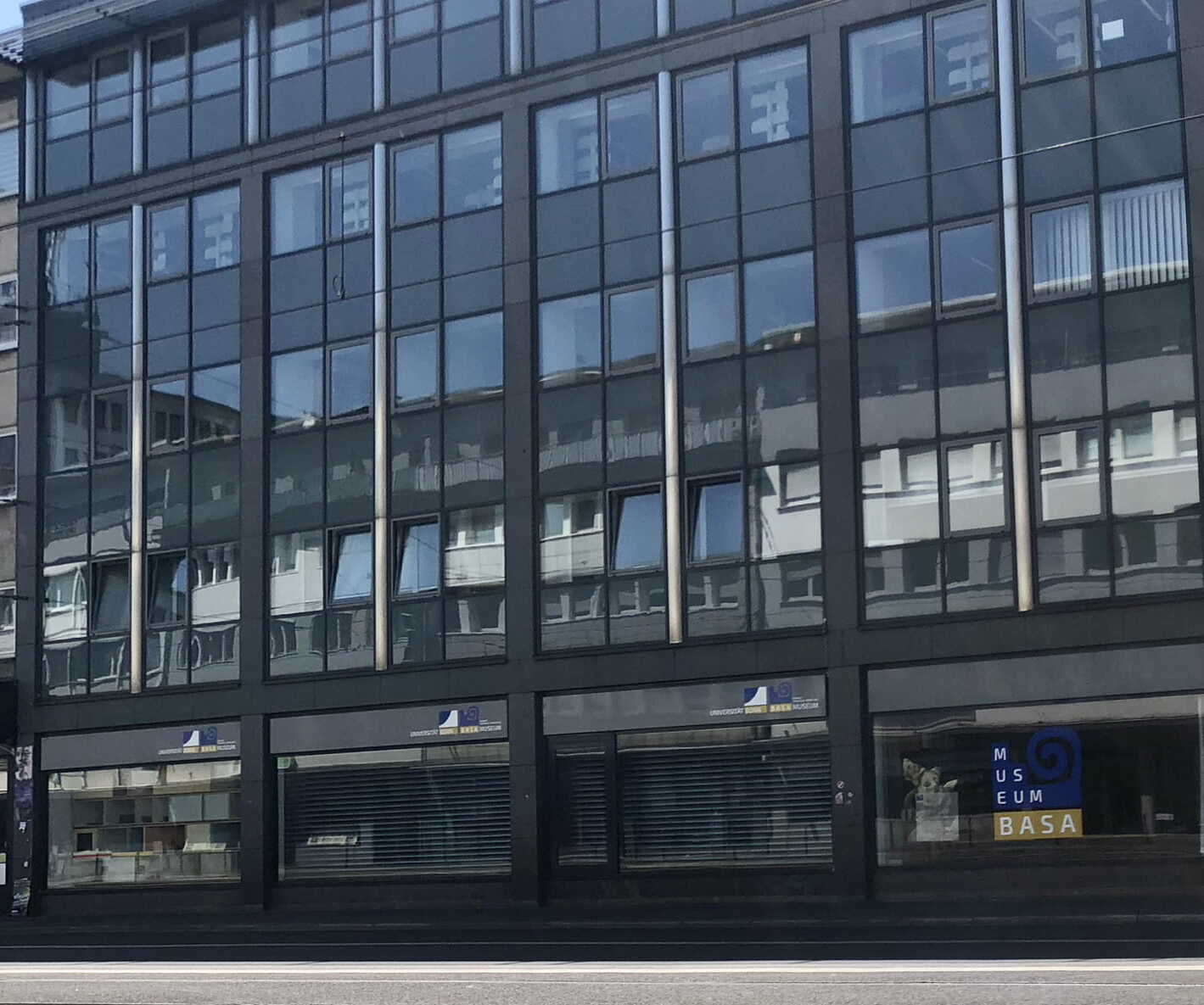

Das BASA-Museum (auch bekannt als Bonner Amerikas-Sammlung) ist eine archäologisch-ethnologische Lehr- und Studiensammlung der Abteilung für Altamerikanistik und Ethnologie an der Universität Bonn. Sie befindet sich an der Oxfordstraße 15 in Bonn, wo sie als Raum für Ausstellungen, Vorträge, Lehre und Arbeit sowohl den Studierenden als auch der Öffentlichkeit mit wechselnden Sonderausstellungen offen steht. Die Sammlung umfasst mehr als 10.000 Objekte von präkolumbischen und gegenwärtigen indigenen Gruppen aus den Amerikas, die in Teilen in einem Schaudepot betrachtet werden können. In geringerem Anteil sind auch Objekte aus anderen Weltregionen vertreten.

## Geschichte
Die Lehr- und Studiensammlung wurde 1948, im selben Jahr wie das Seminar für Völkerkunde, durch Hermann Trimborn gegründet und wird seitdem, mit kurzen Unterbrechungen, in Lehre und Forschung genutzt. Seit den 1950er-Jahren wurde die Sammlung durch sammelnde Mitarbeitende, Promovierende, Gastwissenschaftler und Bürger der Stadt Bonn aufgebaut. Der Bestand hat sich sowohl durch Schenkungen und Leihgaben, als auch den gezielten Ankauf von Objekten bis in die 1980er-Jahre erweitert. Heute wachsen die Bestände durch ausgewählte Schenkungen kleinerer und größerer Sammlungen weiter.
Wissenschaftliche Leiterin ist (Stand 5/2021) Karoline Noack. Das BASA-Museum ist Mitunterzeichner der Heidelberger-Stellungnahme über die Dekolonisierung, Provenienzforschung und Restitution.

## Bestand
Die Sammlungsbestände umfassen sowohl Objekte aus ethnographischen als auch aus archäologischen Kontexten. Der Großteil der ethnographischen Objekte aus dem 20. Jahrhundert stammt aus den südamerikanischen Tieflandregionen (insbesondere Brasilien, Bolivien, Ecuador) und dem Andenhochland. Die archäologischen Objekte kommen vor allem aus dem Andenraum und Mesoamerika, hier insbesondere aus den Maya-Gebieten. Außerdem umfasst der Sammlungsbestand die Forschungskorpora der ehemaligen Lehrstuhlinhaber (Hermann Trimborn, Udo Oberem, Hanns J. Prem) und Mitarbeiter (Roswith Hartmann, Albert Meyers). Dazu gehören neben Objekten auch Forschungsdokumentationen, Dias, Fotografien, Kartenmaterial, Texte, administrative Dokumente und Briefwechsel.
Die Datenbank des BASA-Museums umfasst derzeit knapp 1000 Objekte und wird kontinuierlich durch Mitarbeitende, Praktikanten und Studierende erweitert. Sie steht der Öffentlichkeit als Online-Katalog zur Verfügung.